# Этюп
Этюп (фр. Étupes) — коммуна округа Монбельяр департамента Ду региона Франш-Конте Франции, центр одноимённого кантона.

## История

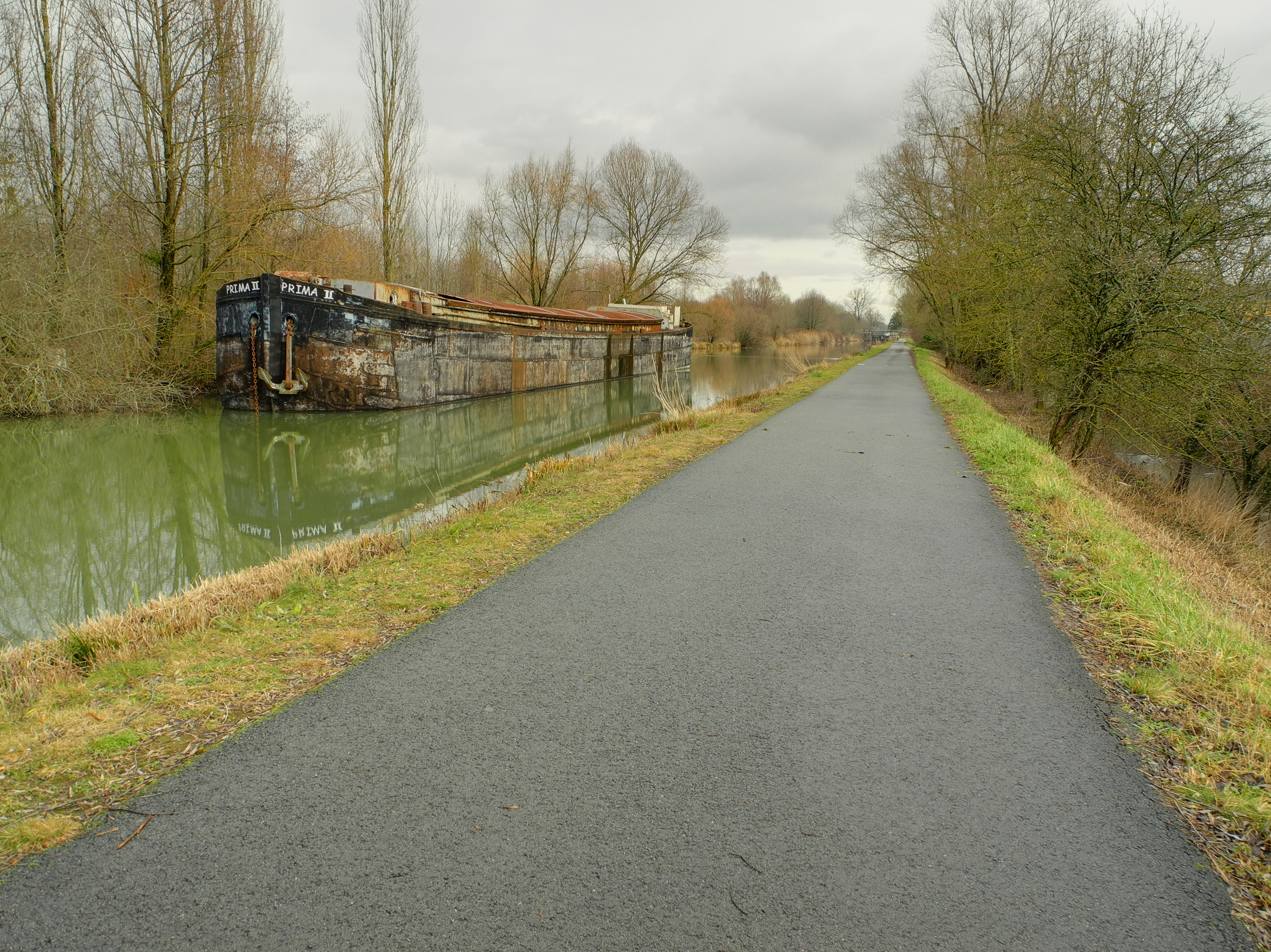
EuroVelo 6 в Этюпе

Некоторые данные свидетельствую о том, что люди жили здесь со времён Римской империи.
Первое упоминание Этюпа было сделано в 1294 году под названием Esteupes. Далее он упоминался как Estoupe (1448), Estupes (1481) и Estupe (1738).
С XVI века Этюп принадлежал графству Монбельяр, которое было присоединено к Франции в 1793 году.
В 1770 году в Этюпе был построен графский замок, в 1801 году его разрушили как символ Старого режима. В этом замке жила до брака будущая императрица Мария Фёдоровна и в  нём весной 1782 года она месяц гостила у родителей вместе со своим мужем - наследником престола Павлом Петровичем.
До XX века жители Этюпа в основном занимались сельским хозяйством.
| 1962 | 1968 | 1975 | 1982 | 1990 | 1999 | 2006 |
| ---- | ---- | ---- | ---- | ---- | ---- | ---- |
| 2471 | 5198 | 5250 | 4671 | 3603 | 3543 | 3284 |